# Max Weisweiler
Max Weisweiler (* 17. April 1902 in Köln; † 2. März 1968 in Rheinbach b. Bonn) war ein deutscher Bibliothekar und Orientalist.

## Leben und Wirken
Max Weisweiler studierte orientalische Sprachen an den Universitäten Bonn, Leipzig, Göttingen und Tübingen, wo er 1923 bei Enno Littmann promovierte. Nach Tätigkeiten an der Universitätsbibliothek Köln, der Landesbibliothek Gotha und der Deutschen Bücherei in Leipzig wurde er 1926 Bibliotheksreferendar an der Universitätsbibliothek Tübingen. 1927 schloss er seine Bibliothekarsausbildung mit der Fachprüfung für den höheren Bibliotheksdienst ab. Es folgten Tätigkeiten an der Universitätsbibliothek Tübingen (1928) und der Preußischen Staatsbibliothek Berlin. Dort wurde er 1938 Leiter der Orientabteilung. Zwischendurch war er zu Handschriftenstudien in Istanbul beurlaubt. Seit 1947 war Weisweiler als Bibliothekar an der Universitätsbibliothek Bonn tätig. 1954 wurde er außerdem Honorarprofessor für arabische Sprachen und Literatur an der Universität Bonn.
Max Weisweiler widmete sich der Katalogisierung orientalischer Handschriften, legte zahlreiche Veröffentlichungen zum Buchwesen und zur Geistesgeschichte des Islams vor und übersetzte arabische Texte.
Sein Nachlass befindet sich in der Universitätsbibliothek Leiden.

## Schriften (Auswahl)
- Studien zu At tiráz al manqûs fî mahâsin al Hubûs des Muhammad ibn Ábdalqî al Buhârî, Dissertation Tübingen 1924.
- Buntes Prachtgewand. Über die guten Eigenschaften der Abessinier / von Muḥammad ibn 'Abdalbâqî al Buḫârî al Makkî; literarhistorisch untersucht und übersetzt von Max Weisweiler, Teil 1, Orient-Buchhandlung Heinz Lafaire, Hannover 1924.
- Verzeichnis der arabischen Handschriften der Königlichen Universitätsbibliothek Tübingen, Band 2 (Nr. 47–247), Tübingen 1930 (Digitalisat).
- Arabische Schreiberverse. In: Rudi Paret (Hrsg.): Orientalistische Studien. Enno Littmann zu seinem 60. Geburtstag am 16. September 1935, überreicht von Schülern aus seiner Bonner und Tübinger Zeit, Brill, Leiden 1935, S. 101–120.
- Istanbuler Handschriftenstudien zur arabischen Traditionsliteratur, Brockhaus, Leipzig 1937 (Bibliotheca islamica, Band 10).
- Das Halsband der Taube. Über die Liebe und die Liebenden / Abu-Muhammad 'Ali Ibn-Hazm al-Andalusi. Aus d. Arab. übers. von Max Weisweiler, Brill, Leiden 1941.
- al-Iklil. Buch 1 und 2 ; Faksimile der Handschrift Ms. or. oct. 968 der Preussischen Staatsbibliothek / al-Hasan Ibn-Ahmad Ibn-Jaqub al-Hamdan. [Hrsg.: Max Weisweiler], Preussische Staatsbibliothek, Berlin 1943.
- Die Methodik des Diktatkollegs (adab al-imlāʾ wa'l-istimlāʾ) / von ʿAbd-al-Karīm Ibn-Muḥammad as-Samʿānī. Hrsg. von Max Weisweiler, Brill, Leiden 1952 (Publications de la Fondation De Goeje, Band 14).
- Arabesken der Liebe. Früharabische Geschichten von Liebe und Frauen / Gesammelt u. übers. von Max Weisweiler, Brill, Leiden 1954.
- Avicenna und die iranischen Fürstenbibliotheken seiner Zeit. In: Avicenna Commemoration, Jg. 1956, S. 48–63.
- ’Abdalqahir al-Curcani’s Werk über die Unnachahmlichkeit des Korans und seine syntaktisch-stilistischen Lehren. In: Oriens, Jg. 11 (1958), S. 77–121.
- Die früharabische Liebesgeschichte und ihr historischer Hintergrund. In: Saeculum, Band 9 (1958), S. 163–176.
- Der islamische Bucheinband des Mittelalters, Nach Handschriften aus deutschen, holländischen und türkischen Bibliotheken, Harrassowitz, Wiesbaden 1962 (Beiträge zum Buch- und Bibliothekswesen, Band 10).
- Von Kalifen, Spassmachern und klugen Haremsdamen. Arab. Humor, aus altarab. Quellen / gesammelt u. übers. von Max Weisweiler, Diederichs, Düsseldorf 1963.
- Arabische Märchen, ausgew. u. übertr. von Max Weisweiler, Diederichs, Düsseldorf 1965.
- The office of the mustamli in Arabic scholarship. In: Claude Gilliot (Hrsg.): Education and learning in the early Islamic world, Ashgate Variorum, Farnham 2012 (The formation of the classical islamic world, Band 43), S. 173–210, ISBN 0-86078-717-6.